# Diego Figueredo
Diego Figueredo (Asunción, Paraguay, 28 de abril de 1982) es un futbolista paraguayo. Juega de centrocampista actualmente juega en el Caacupé FBC equipo de la Segunda División de Paraguay.

## Trayectoria
Se formó en Olimpia. En febrero de 2004, después de haber sido considerado el mejor jugador del Preolímpico disputado en Chile, fue fichado por el Real Valladolid de la Primera División de España. En el equipo pucelano no gozó de continuidad, siendo cedido a préstamo al Boavista portugués y al Godoy Cruz argentino. En enero de 2008, sin haber terminado su contrato con el Valladolid, fue traspasado al Cerro Porteño de su país.
En enero de 2009 fue cedido a préstamo, con opción de compra, al Everton de Viña del Mar chileno. En el 2010 regresó al Olimpia. Tras estar parado los 6 primeros meses del 2011, en el segundo semestre ficha por el Independiente FBC de la Primera División de Paraguay jugo también en el club Guaraní de la primera división de Paraguay en el 2012

## Selección nacional
Con la selección paraguaya obtuvo la medalla de plata en los Juegos Olímpicos de Atenas 2004 y disputó la Copa América del mismo año en Perú.

### Participaciones en Copa América
| Torneo            | Sede | Resultado        |
| ----------------- | ---- | ---------------- |
| Copa América 2004 | Perú | Cuartos de final |

## Clubes
| Club                    | País      | Año       |
| ----------------------- | --------- | --------- |
| Olimpia                 | Paraguay  | 2001-2004 |
| Real Valladolid         | España    | 2004-2005 |
| Boavista                | Portugal  | 2005-2006 |
| Real Valladolid         | España    | 2006      |
| Godoy Cruz              | Argentina | 2007      |
| Real Valladolid         | España    | 2007      |
| Cerro Porteño           | Paraguay  | 2008      |
| Everton de Viña del Mar | Chile     | 2009      |
| Olimpia                 | Paraguay  | 2010      |
| Independiente FBC       | Paraguay  | 2011-2012 |
| Guaraní                 | Paraguay  | 2012      |
| Club Sportivo Luqueño   | Paraguay  | 2013      |
| Club Rubio Ñu           | Paraguay  |           |
| Caacupé FBC             | Paraguay  | 2016-act. |

### Torneos internacionales
| Título                               | Equipo          | Sede   | Año  |
| ------------------------------------ | --------------- | ------ | ---- |
| Medalla de plata en Juegos Olímpicos | Paraguay Sub-23 | Atenas | 2004 |
| Medalla de plata en Preolímpico      | Paraguay Sub-23 | Chile  | 2004 |